# Lorenzo Bellini (archivista)
Lorenzo Bellini (Castel Goffredo, 1º dicembre 1841 – Mantova, 18 luglio 1911) è stato un archivista italiano.

## Biografia
Era figlio di Secondo Bellini e di Teresa Lazzarini.
Nel 1859 si arruolò come volontario nell'esercito, congedandosi nel 1861. Nel 1869 sposò Ester Carolina Rognoni e si impiegò a Castel Goffredo nell'ufficio del dazio. Nel 1870 venne incaricato dal comune locale di riordinare l'archivio. Occupò la carica di segretario comunale a Castel d'Ario fino al 1878 e qui riordinò l'archivio comunale. Si trasferì a Mantova, dove ricoprì l'incarico di dirigente dell'ufficio demografico, riordinando, dal 1886 al 1889, l'archivio, cui seguirono i comuni di Bagnolo San Vito, Roncoferraro, Quistello, Gonzaga, San Benedetto Po e, nel 1900, l'archivio della prevostura di Castel Goffredo.
Morì nel 1911.

## Opere
- Rubrica per l'archiviazione degli atti municipali compilata al testo delle vigenti leggi e regolamenti e dei metodi tenuti da importanti municipi del Regno con aggiunta dell'elenco dei registri da tenersi in corrente dagli uffici municipali, Verona, 1873;
- Della tenuta del protocollo e dell'archivio negli uffici municipali, Verona, 1878;
- Dizionario di giurisprudenza pratica in materia di stato civile con indice analitico alfabetico delle leggi di finanza che vi si riferiscono, Mantova, 1885;
- Rubricario e relative discipline per la tenuta dell'archivio municipale di Mantova, ordinato degli anni 1886-1889, Mantova, 1889;
- Dizionario di giurisprudenza pratica in materia di stato civile con indice analitico alfabetico delle leggi di finanza che vi si riferiscono, 2ª edizione, vol. I, Mantova, 1891;
- Dizionario di giurisprudenza pratica in materia di stato civile, con raccolta di module estranee al formulario ministeriale, vol. II, Mantova, 1891;
- Guida pratica delle esposizioni da osservarsi per le legalizzazioni delle firme, Mantova, 1897;
- Guida pratica ai municipi per il rilascio degli atti e documenti in uso pubblico e privato, Suzzara, 1901;
- Trattato teorico pratico in materia di stato civile: in rapporto anche al diritto famigliare, al diritto matrimoniale canonico, e ai servizi di leva ed anagrafe, con richiami alla giurisprudenza dal 1866 al 1905 e alla legislazione nei diversi stati civili: raccolta delle convenzioni internazionali, delle istruzioni ministeriali e dei moduli inerenti ai servizi di stato civile, leva ed anagrafe nel Regno e presso in consolati all'estero, vol. I e II, Forlì, 1906;
- Proposte di modificazioni al decreto legislativo sull'ordinamento dello stato civile, Mantova, 1909;[1]
- L'ordinamento dello stato civile del 1865 modernamente applicato, Como, 1910.[2]